# Ruumissaari (ö i Pudasjärvi)
Ruumissaari är en liten ö i Naamankajärvi i Finland.  Ordet ruumissaari åsyftar att ön har varit begravningsplats. Ön ligger i sjön Naamankajärvi och Salmentakanen och i kommunen Pudasjärvi i den ekonomiska regionen  Oulunkaari och landskapet Norra Österbotten, i den centrala delen av landet, 600 km norr om huvudstaden Helsingfors. Öns area är 0,6 hektar och dess största längd är 130 meter i sydväst-nordöstlig riktning.